# Jean de Beaumetz

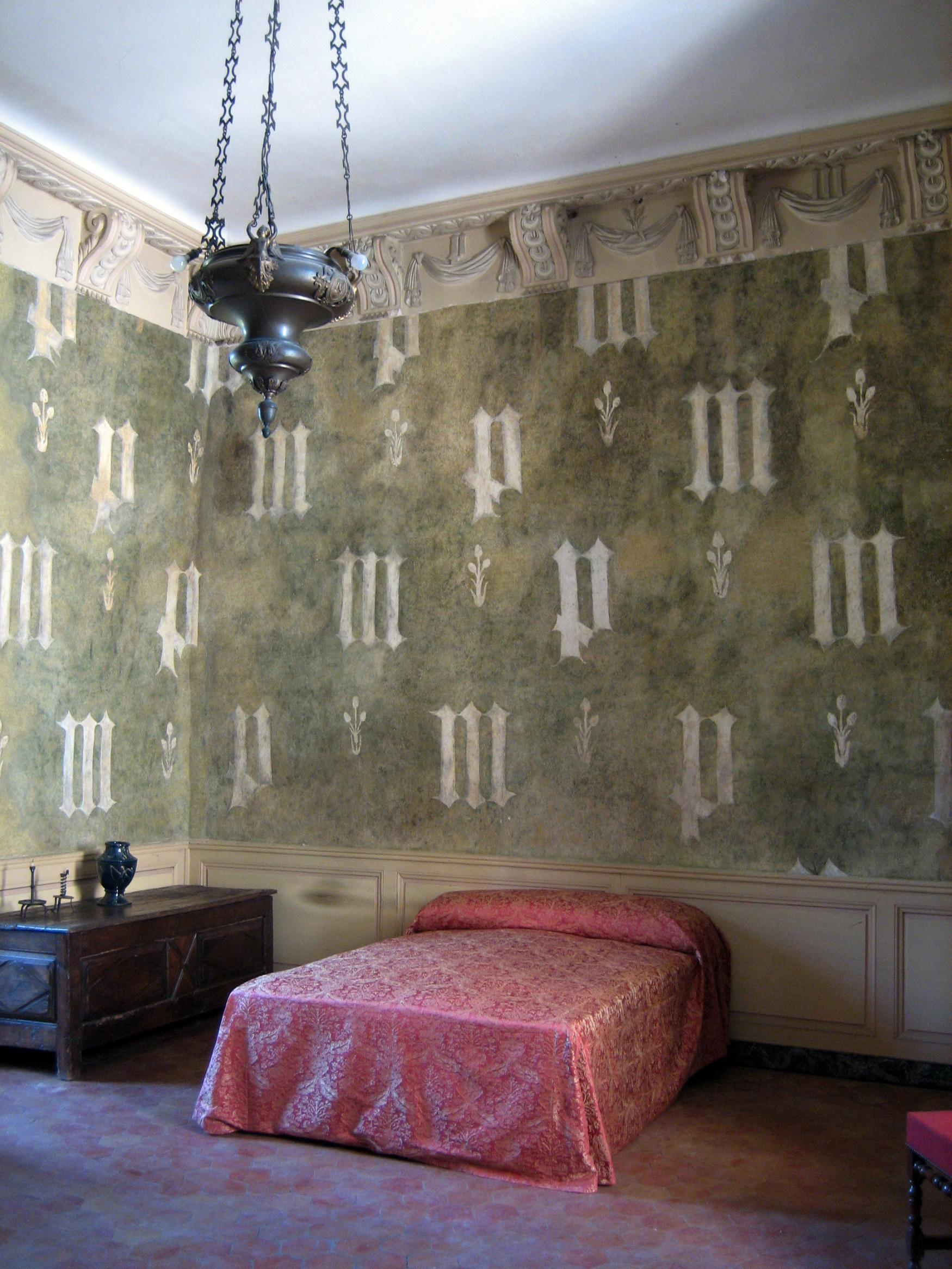
Muurschilderingen in de garderobe van Margaretha van Beieren, kasteel van Germolles, uitgevoerd door Jean de Beaumetz en zijn leerlingen, 1389 en volgende jaren

Jean de Beaumetz (Beaumetz-lès-Loges, 1335? -  Dijon, 1396) was een Artesisich schilder in de veertiende eeuw, die werkte aan het hof van de Bourgondische hertog Filips de Stoute. Hij was afkomstig uit Beaumetz-les-Loges nabij Atrecht in het noorden van Frankrijk dat in zijn tijd Artesisch-Nederlands was.

## Biografie
Voordat Jean de Beaumetz naar Bourgondië kwam (tegen 1376), als opvolger van Jean d'Arbois, was hij actief in Parijs en Valenciennes. In Dijon werkte hij eerst in het hertogelijk paleis en in de Sainte-Chapelle. Daarna werd hem de leiding van het schildersatelier toevertrouwd toen de bouw van het prestigieuze kartuizer klooster Champmol begon (1383).
In opdracht van de hertog worden meerdere retabels voor de kerk en een serie temperapanelen geschilderd, die moesten dienen als bekleding van de zesentwintig cellen van het grote klooster (1386). Slechts twee van deze panelen, aan de schilder zelf of aan zijn leerlingen toegeschreven, zijn bewaard gebleven en thans tentoongesteld in het museum voor schone kunsten in Dijon.
Samen met de architect Drouet de Dammartin en de beeldhouwer Claus Sluter, eveneens aangetrokken voor de bouw van het klooster, werkt hij aan de bekleding van andere hertogelijke verblijven: de kastelen van Germolles, Rouvres en van Argilly. 
Na zijn dood in 1396, wordt hij in zijn functies opgevolgd door Jan Maelwael (ook wel genoemd Jean Maluel of Jean Malouel).
Door zijn fijngevoelige lyrisme, voorbeeld van de "aristocratische kunst" van zijn tijd, getuigt het werk van Beaumetz zowel van de luister van het Bourgondische mecenaat als van het technische raffinement die de schilderkunst in het noorden van Europa in de veertiende eeuw bereikt had.

## Werken buiten Bourgondië

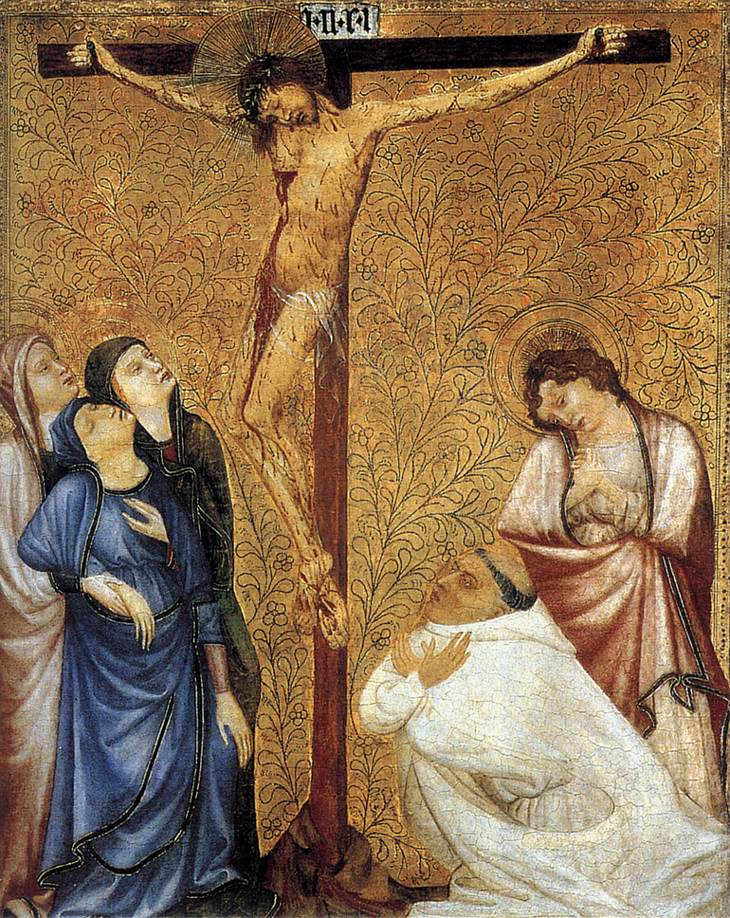
Christus aan het kruis, Jean de Beaumetz (1390-95), Cleveland Museum of Art

- Christus aan het kruis met een kartuizer monnik in gebed (tussen 1390 en 1395), Cleveland Museum of Art, Ohio.
- Christus aan het kruis met een kartuizer monnik in gebed (tussen 1389 en 1395), Musée du Louvre, Parijs

- Gemeinsame Normdatei: 134302850
- International Standard Name Identifier: 0000 0000 7880 339X
- RKD-Nederlands Instituut voor Kunstgeschiedenis: 5364
- Union List of Artist Names: 500019480
- Virtual International Authority File: 72608392